# Willème

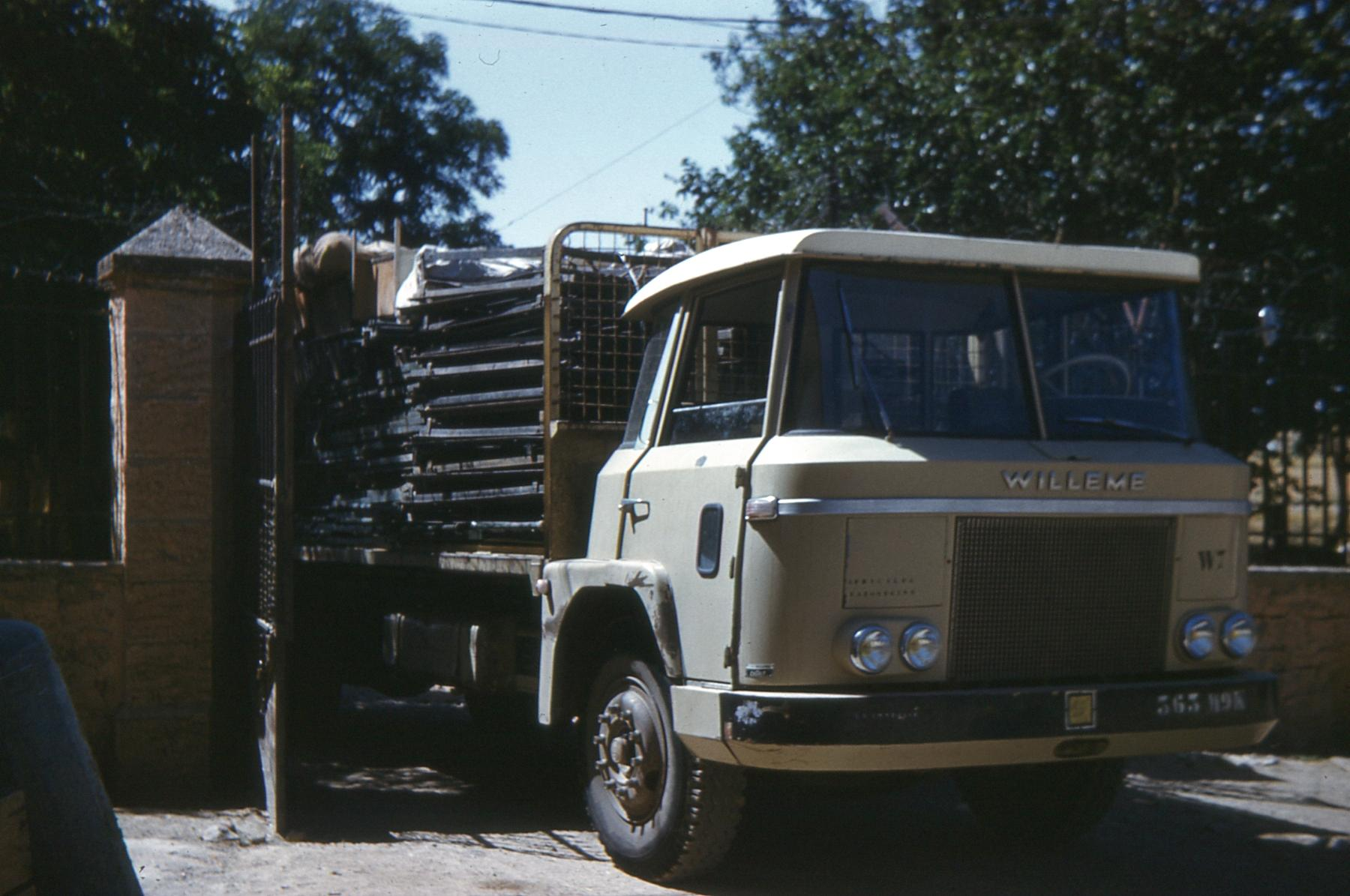
Un camion Willème pendant la guerre d'Algérie à Tiaret effectuant une livraison de matériel militaire.

Willème était un constructeur français de camions, créé en 1919, juste après la Première Guerre mondiale, à Nanterre par Louis Willème, né en 1889 à Saint-Maur-des-Fossés dans l'ex-département de la Seine, actuellement le Val-de-Marne, et décédé en 1958.

## Histoire

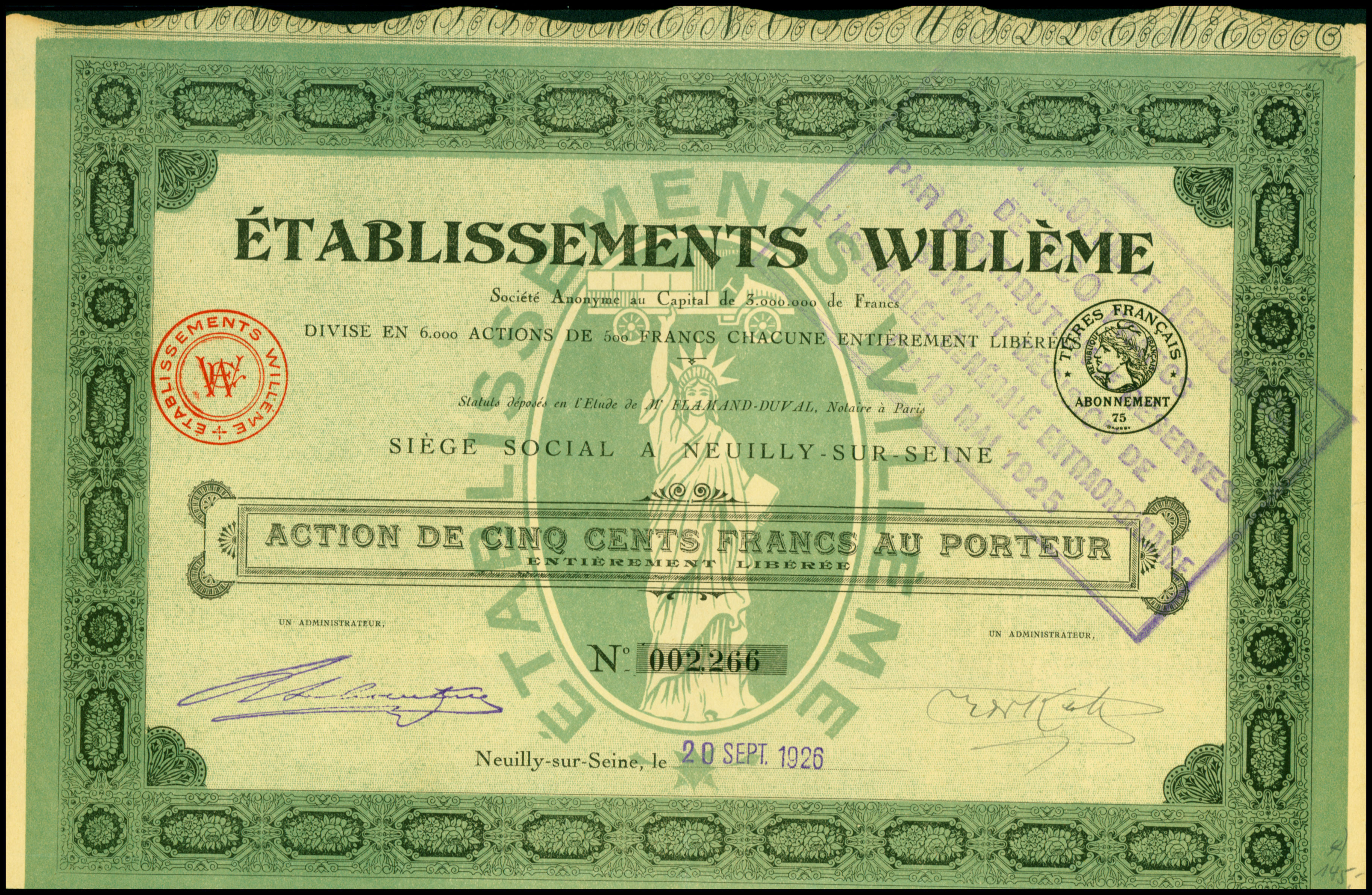
Action des Établissements Willème S.A. en date du 20 septembre 1926.

En 1919, Louis Willème commence par racheter les Liberty Type B de 5 tonnes destinés au Corps Expéditionnaire Américain, mais arrivés en Europe après l'Armistice, avec des lots impressionnants de pièces de rechange sans usage.
Les premières activités de la marque sont donc la vente de pièces détachées pour les camions Liberty Truck classe B abandonnés, après le départ de l'armée américaine de l'Europe et récupérés pour des usages civils. En 1926, les nouveaux Établissements Louis Willème et Cie sont créés à Neuilly-sur-Seine et se spécialisent dans la construction de moteurs diesel, de camions et de tracteurs routiers.
À partir de 1930, Willème commercialise ses propres modèles équipés de ses propres moteurs. Ses camions sont présents dans les flottes d'entreprises de Travaux Publics, avec une réputation de fiabilité. L'entreprise se spécialise ensuite dans la production de tracteurs routiers, et spéciaux pour charges lourdes. La société traverse sans trop de problèmes la Seconde Guerre mondiale. Willème, qui, avant-guerre, s'était spécialisé dans le secteur des camions de gros tonnage, se voit attribuer la fabrication de deux camions de 10 et 15 tonnes dans le cadre du plan Pons, le L10 et le R15. De ces deux modèles, le constructeur va décliner une gamme de modèles, de plus en plus lourds et spécialisés. Willème réalise un tracteur porte-char (D9), un tracteur lourd pour transport exceptionnel, des tombereaux de carrière rigides ou articulés et une version à cabine avancée.
En 1950, les établissements Willème emploient 1240 personnes qui produisent environ 70 camions par mois. Ces véhicules sont principalement destinés au marché intérieur et environ un tiers est exporté au Mexique, Tchécoslovaquie et Iran. Mais la concurrence est vive, en France avec Berliet qui est 20 fois plus gros mais surtout à l'exportation avec tous les constructeurs étrangers. Dans les années qui suivent, par suite d'une forte baisse des commandes Willème ne va produire que 25 véhicules par mois et trois cents ouvriers seront licenciés. Pour essayer de redresser la situation, il faut innover et Louis Willème fait appel à Faget-Varnier pour créer une nouvelle cabine, la fameuse cabine à « nez de requin ». La production progresse légèrement passant de 316 unités en 1954 à 426 en 1955 et 495 en 1957. En 1958, Louis Willème meurt, son fils Pierre, et les fils des associés, Jean Schorestène et Robert Klotz, prennent la direction de l'entreprise.
Très vite, ils se mettent à la recherche d'un partenaire solide car le volume des ventes n'est pas suffisant pour continuer à faire vivre l'entreprise. Les capitaux manquent pour étudier une nouvelle génération de moteurs. Un premier accord est passé avec UNIC en 1961 mais il ne dure que dix-huit mois, les clients des deux marques n'ont pas été séduits par le véhicule issu de leur coopération.
Willème se tourne vers AEC, prestigieux constructeur britannique et BMC British Motor Corporation avec qui des contrats de coopération sont signés en juin 1962. Deux nouveaux modèles voient le jour en 1963, les « Willlème-BMC », camions légers de 1,5 à 7 tonnes de charge utile et les « Willème-AEC » de 16 à 35 tonnes. L'opération est un échec car le moteur AEC manque de puissance et les BMC ont une fiabilité très médiocre. Mais une clause du contrat avec BMC oblige Willème à produire les camions même s'ils ne trouvent pas preneur. La situation financière devient catastrophique. La production annuelle tombe à 150 unités et l'effectif salarié se réduit encore, passant de 600 à 150.
Les ateliers Willème de Nanterre, devenus beaucoup trop grands et coûteux sont transférés à Suresnes, dans des locaux partagés avec Velam. En 1970, les créanciers réclament la liquidation de l'entreprise. Après avoir déposé le bilan, la société est reprise en 1971, par le groupe PRP (Perez & Raimond - Paris), importateur français des moteurs américains Detroit Diesel. L'entreprise se concentre uniquement sur la production de véhicules lourds sous la marque PRP-Willème. En 1972, une nouvelle gamme voit le jour, la série TG destinée à tracter des convois exceptionnels. Le TG.300 est un géant réservé à l'exportation, pouvant tracter jusqu'à 1 000 tonnes. Le marché se réduit encore car les transports exceptionnels ne sont pas légion en France. Dès 1978, PRP-Willème doit faire face à de grosses difficultés financières et dépose son bilan.
En 1982, c'est le constructeur belge MOL qui rachète les droits et licences des camions Willème. Il va poursuivre la fabrication en remplaçant l'ancienne cabine "Horizon" par la cabine plus moderne du DAF 2800.
C'est à partir de 1980 que le groupement IRTEX - Ingénierie et Réalisation de Transports Exceptionnels s'est constitué. IRTEX était un consortium composé de 6 utilisateurs et constructeurs de camions lourds pour convois exceptionnels et spéciaux : SCTT, transitaire en France, Translast en Allemagne, Rigging International aux États-Unis, Sainert, TMU et DRIVE en Espagne. Des camions similaires aux Willème TG300 ont été construits, en petite quantité, aussi par Ponticelli en France, TMU et DRIVE en Espagne
Quelques exemplaires de camions super lourds avec lest dérivés du TG 300 ont continué à être fabriqués sur ces mêmes bases jusqu'en 1988. Les anciennes cabines "Horizon" ont été abandonnées et remplacées par la cabine du DAF 2800
Dans la longue liste des camions fabriqués par Willème on remarque les principaux modèles d'après 1950 : le Y 10, Z 8, K 158B, L 10, LC 610N "nez de requin", LD 201 cabine avancée, LD 610B, RD 165 Saharien, RD 201 et, après le rachat par PRP, sous la marque PRP-Willème, la gamme TG avec notamment le TG 300, un 8x8 capable de tracter une charge de 1 000 tonnes mais réservé à l'exportation.

## Les principaux camions Willème
- Liberty

Le premier de tous les camions Willème. Doté d'un moteur 4 cylindres en ligne de 6,8 litres de cylindrée, développait une puissance de 32 cv SAE à 1 440 tr/min et comportait 2 bougies par cylindre. Équipé d'une boîte de vitesses à 4 rapports et marche arrière, il consommait en moyenne 50 litres d'essence aux 100 km et sa vitesse n'excédait pas les 45 km/h. Il mesurait 6,60 m de longueur, 2,20 m de large avec des voies de 1,65 m. Il ne disposait que de roues à simples bandages. Avec un poids à vide de 4,40 tonnes il offrait une charge utile maximale de 5 tonnes.

### Premiers modèles Willème
En 1931, Willème présente le premier camion super-lourd, le DG 30, suivi d'un ensemble inédit Rail-Route en 1932. En 1936 apparaît le premier Willème géant de 110 tonnes sur 18 roues avec une double cabine avancée.
- Z8 mais vite renommé GZ8 en 1933 - un des tout premiers modèle conçu et fabriqué par Willème, équipé d'un moteur diesel Magirus-Deutz refroidi par air. Le camion 4x2 avait un PTAC de 7,5 tonnes.

- DW 12 A - leveur-porteur de chars pour l'armée française, commandé en 1935, un prototype puis au moins quatre autres exemplaires livrés. Il est destiné au dépannage des chars D1[4].

- L 10 T - modèle 4x2 de 10 tonnes avec cabine à capot carré, construit de 1945 à 1952 proposé en 4 versions : tracteur, châssis lourd, normal ou long. Il est équipé d'un moteur Willème 517-P diesel, 6 cylindres en ligne de 9,0 litres de cylindrée développant 150 ch SAE à 1 800 tr/min, couplé à une boîte de vitesses à 4 rapports x 2. Les freins sont pneumatiques et le frein à main est commandé par câble.

- W 200 & remorque SCARI - Modèle conçu à la fin des années quarante spécialement pour le transport de transformateurs EDF de 100 à 132 T. L'ensemble mis au point par WILLEME pour le tracteur et SCARI pour la semi remorque, dispose d'un système de levage de la charge intégré à la semi remorque. Lors du chargement et du déchargement aucun autre moyen de levage n'est nécessaire.

Le tracteur W 200 est un véhicule type 8x4 avec cabine profonde. Il est motorisé par un 8 cylindre de 225 ch, et la transmission s'effectue via une boite à 6 rapports dédoublés donnant 12 rapports au total. Les ponts moteurs arrière sont actionnés par arbre et cardans, la réduction finale s'effectuant par démultiplication finale dans les moyeux. Les deux essieux avant sont directeurs avec assistance pneumatique. Le freinage est assisté pneumatiquement, le circuit est unique entre le tracteur et la semi remorque.
La remorque SCARI, comprend un cadre de deux longerons, appuyé sur des sellettes pivotantes, pouvant être porté soit par des bogies routiers, soit par deux bogies ferroviaires. Le chargement repose sur un plancher suspendu le long de "bretelles" réglables pour soulever la charge au franchissement de dos d'âne ou pour le passage de pont par exemple. L'ensemble repose sur un bogie arrière à 6 demi-essieux dont 4 directeurs actionnés pneumatiquement
Au total, 5 tracteurs W 200 ont été fabriqués, 4 pour chacune des entreprises ayant voulu répondre à l'appel d'offres EDF (condition sine qua non pour être retenu) plus un, en exemplaire en 1949 avec un moteur Willème 517P8, 8 cylindres en ligne, de 18,05 litres de cylindrée, développant 225 cv, pour l'industrie électrique du Portugal.

### Séries S10, L10 et R15
Série de camions moyen porteurs 10 à 15 tonnes, équipés de moteurs Deutz refroidis par air, produits durant les années 1945 à 1953.

### Séries 610 et 615
Série de camions lourds produite entre 1953 et 1963.
- LC 610 C/N - camion châssis-cabine, le LC 610 N est un camion moyen et gros tonnage (19 tonnes) disponible en plusieurs longueurs de châssis, C-Court, N-Normal, L-Long et SL-Super Long. La cabine à capot "nez de requin" a été conçue par Faget-Varnier et construite par la Carrosserie de Levallois, existe en version courte et longue, avec une ou deux couchettes. Cette cabine a obtenu le grand prix de l’Automobile Club de 1952. Le LC 610 est doté d'un moteur Diesel Willème 517P6, 6 cylindres en ligne de 13 450 cm3 développant 175 ch SAE. La transmission s'effectue par arbres à cardan Glaenzer-Spicer. Les freins sont hydrauliques à double cylindre Westinghouse. Son poids à vide est de 9,760 t pour un PTAC de 19,450 tonnes.

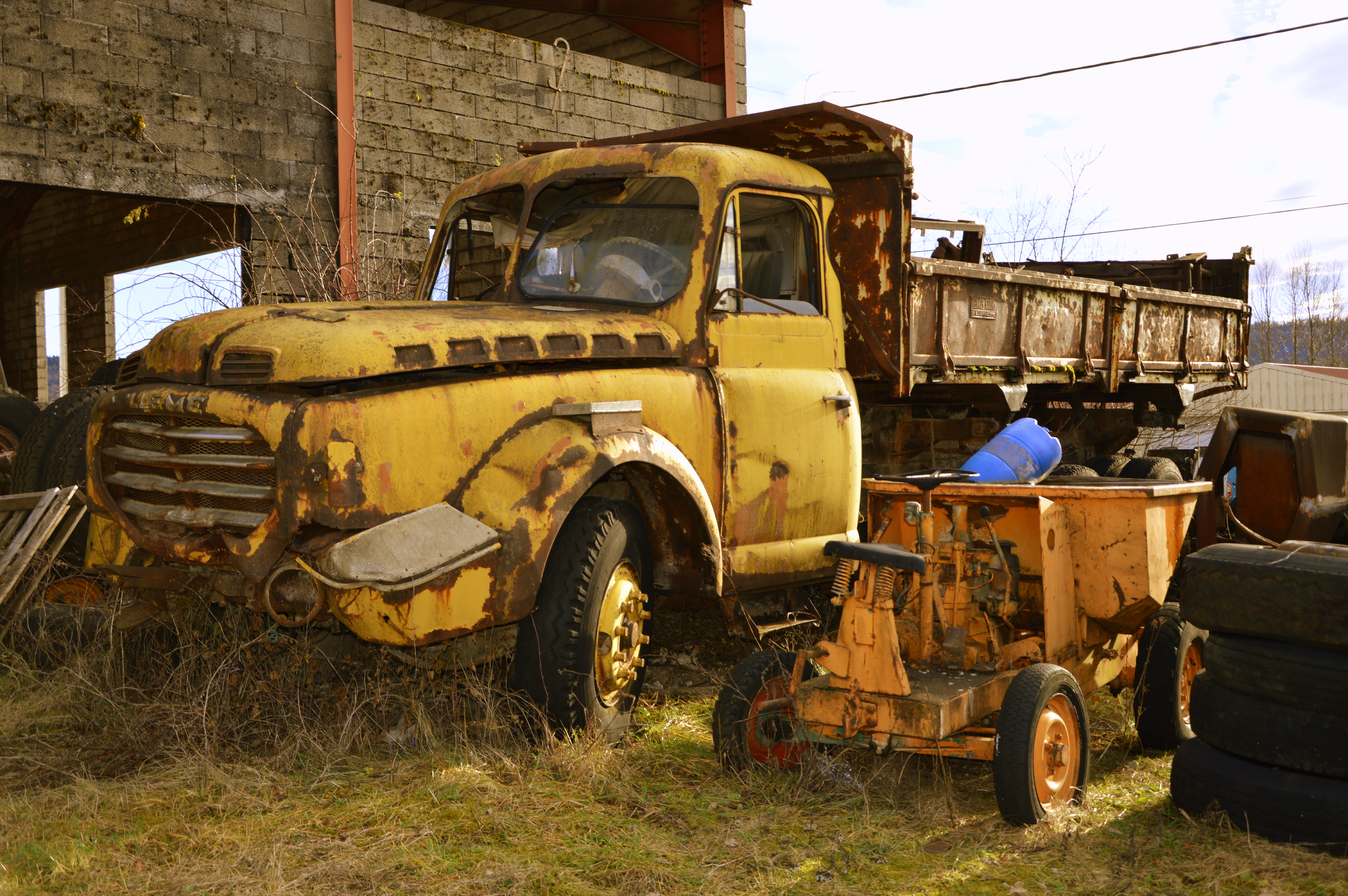
Carcasse rouillée d'un Willème LD 610 de 1954 avec cabine "nez de requin".

- LD 610 - produit de 1956 à 1960, ce modèle va inaugurer une nouvelle cabine. Les premières cabines montées sur les tracteurs civils "normaux" Willème n'étaient pas d'une esthétique très partagée par les clients qui préfèrent les cabines à capot. Aussi, Louis Willème se rapproche en 1956 de la carrosserie Cottard de Bourg en Bresse pour obtenir une cabine plus esthétique et confortable. Elle sera baptisée "Boule" ou Goutte d'eau. Elle avait la particularité d'avoir une calandre montée sur un parallélogramme qui permettait de la déplacer vers l'avant et le haut pour pouvoir accéder plus facilement à la partie avant du moteur. Cette cabine sera remplacée dès 1960 par la fameuse cabine avancée très carrée "Horizon" qui va perdurer presque 20 ans. Le LD 610 TB est équipé du moteur Diesel 6 cylindres en ligne Willème 517P6 de 13 450 cm3, développant 175 cv SAE couplé à une boîte de vitesses Willème GTP à 4 rapports ou une boîte Renondin et Losson à 6 rapports avec une transmission par arbres à cardan Glaenzer-Spicer. La direction assistée Gemmer est disponible en option. Les freins sont hydrauliques à double cylindre Westinghouse. Le poids à vide est de 6,8 t, le PTC du porteur 4x2 est de 18,0 t et le PTR du semi-remorque est de 35,0 t.

- LD 610 TBT - Le LD 610 TBT, lancé en 1957, est la version du LD 610 équipée de la cabine avancée "Horizon" du carrossier Cottard de Bourg-en-Bresse. La cabine "Horizon" est une cabine confortable qui a succédé à la cabine "Boule" du même carrossier Cottard dont les rondeurs ont laissé leur place aux lignes tendues. Cette cabine a été baptisée sur les publicités du constructeur, "Superscopique", en raison de la bonne visibilité que procurait sa grande surface vitrée avec le pare-brise, toujours en deux parties et  bombé sur les bords. Le pavillon était en polyester. C'est un des tout premier camions français à disposer d'une cabine avancée et démontre une meilleure utilisation de la longueur carrossable. La cabine avancée va prendre alors très lentement le pas sur les modèles à capots dans les transports routiers français, Berliet sera le dernier, en 1970, à équiper enfin ses tracteurs longue distance de la cabine avancée KB2400. Le LD 610 TBT adopte la même mécanique que tous les modèles de la gamme LD 610.

- RC 615 DP - camion 6x4 lancé en 1954 avec châssis spécifique et cabine spécialement adaptée aux conditions d’utilisation du Sahara.

- W8 SA et SAT - camions présentés en 1957, gros 6 x 6 conçus pour l’exploitation pétrolière et qui répondent aux impératifs de charge utile et d’aptitude à la circulation hors piste. 50 unités ont été fabriquées.

- RD 615 / 615 DT - tracteur 6x4 lancé en 1958 utilisé pour les charges lourdes et transports exceptionnels. Ce modèle est équipé d'un moteur américain Cummins. La cabine est une Sahara, utilisée pour les climats difficiles et les travaux de force. Le RD 615 DT se différentie du RD 615 par ses deux ponts arrière alors que le 615 n'en possède qu'un seul. Il pèse à vide 11,250 tonnes pour un PTAC de 26 tonnes. En version convoi exceptionnel, il peut tracter une remorque de 45 tonnes de charge utile. Une version 6x6 a été spécialement conçue pour les transports à travers les sables du Sahara.

- W6 CDT CMO - tracteur de semi-remorques 6x4 hors code avec cabine à capot "Sahara", commercialisé au tout début des années 1960. Dérivé du RD 615 DP, deux versions désert baptisées W6 Dh et DhT verront le jour dotées de pneumatiques spéciaux 1800x24. Équipés de moteurs de trop faible puissance, ils resteront confidentiels. D'un poids à vide de 13,1 tonnes, il peut tracter des remorques en convoi exceptionnel jusqu'à 75 tonnes. En France, il a été utilisé par les houillères du bassin de Lorraine.

### Camions nés de coopérations
Après le décès de Louis Willème en 1958, la nouvelle direction de l'entreprise se met très vite à la recherche de partenaires solides. Les capitaux manquent pour étudier de nouveaux modèles et élargir la gamme. Un premier accord est passé avec UNIC en 1961 puis avec AEC et BMC en juin 1962.

#### Coopération avecUNIC(1959/61)
- UW 610 T - ce camion est le fruit de la collaboration entre Willème et UNIC à la suite de l'accord de coopération technique recherché par Willème pour relancer l'entreprise en 1960. Ils donnent naissance à une gamme de « modèles composites » à châssis Willème de la série "610", des mécaniques UNIC avec les cabines à capot "nez de requin" ou avancée "Horizon". La direction de Willème n'ayant pas souhaité adopter un moteur Unic plus puissant, les transporteurs ont boudé ces modèles qui n'ont été fabriqués que jusqu'en fin d'année 1961[8].

- RU 615, RU 615 D, RU 615 B, RU 615 DB, UW 610 TE - modèles aussi fabriqués en 1960 avec des mécaniques Unic.

#### Coopération avecAEC-BMC (1962/64)
Willème se rapproche de l'anglais AEC (Associated Equipment Company) en 1962 et des camions Willème-BMC apparaissent jusqu'en 1964. Ils n'ont pas la puissance et la fiabilité des productions passées.
- W-BMC C60 & C80 - gamme de modèles issus des accords de coopération signés entre Willème et le groupe britannique BMC. Le mariage de la carpe et du lapin. L'accord prévoyait la commercialisation par Willeme en France des camions légers BMC, les modèles C60, C70 et C80 connus sous les références Austin FG, FF et FJ, Morris, Leyland, etc.. Ces modèles d'entre de gamme, relevaient d'une catégorie (PTC de 5 à 7 tonnes), inconnue de Willème qui ne produisait que des camions lourds. Ils vont surtout pêcher par leur manque de fiabilité et vont sérieusement entacher la réputation de Willème. Ils vont aussi précipiter un peu plus le constructeur français dans son naufrage.

- W-BMC F100 / F140 - modèles issus des accords de coopération signés entre Willème et le groupe britannique BMC. Le mariage de la carpe et du lapin. L'accord prévoyait la fabrication par Willème en France de deux camions moyen de gamme BMC, les modèles F100 et F140. Comme la gamme légère "C" d'entrée de gamme, la série "F" relevait de la catégorie 5 et 7 tonnes de charge utile, inconnue de Willème, elle ne va pas aider le constructeur français à conquérir une nouvelle clientèle, bien au contraire.

### Les camions extraordinaires Willème
- LD 810 - C'est un drôle de véhicule que le LD 810, conçu en 1958. Ce n'est pas un camion destiné au transport de marchandises mais un laboratoire roulant conçu avec le bureau d'études de Michelin pour tester les gommes des pneumatiques  des poids lourds à des vitesses de plus de 140 km/h sur autoroute. Pour réaliser ces essais, Michelin a dû obtenir l'autorisation des administrations italienne et du concessionnaire public des autoroutes italiennes, la société  Autostrade car, à l'époque, aucune autoroute française n'avait de tronçon suffisamment long pour procéder à ces essais. Willème a fourni à Michelin un châssis nu qui a chargé la carrosserie Teilhol d'habiller le véhicule avec un très long capot aérodynamique et la cabine équipée d'un pare-brise de Citroën DS, afin de pouvoir rapidement le remplacer en cas de bris de glace, vu qu'à l'époque, en France, les pare-brise n'avaient pas l'obligation d'être en verre feuilleté (Saint Gobain ne détenait encore pas le savoir faire, obligatoire à l'étranger). Le moteur de cet engin spécial était le moteur classique Willème 8 cylindres en ligne qui équipait la gamme lourde du constructeur, d'une puissance de 250 ch SAE. Après avoir terminé les campagnes d'essais en Italie des pneumatiques à grande vitesse Michelin, il a été recyclé pour tester le freinage des camions équipés de pneumatiques sur la piste d'essais de l'usine Michelin à Clermont-Ferrand. Après une longue période d'inaction et de stockage sur le parc des engins périmés, les responsables Michelin du patrimoine l'ont restauré et l'ont exposé au Salon rétromobile 2005 à la Porte de Versailles à Paris[9]

- CG 8X4 - Le géant militaire des aéroports français des années 1960. Le CG 8X4 a été construit en 12 exemplaires entre 1961 et 1968, à la suite de l'appel d'offres passé par l'armée de l'air qui voulait disposer d'un véhicule capable de dégager les pistes d'atterrissage en cas de crash. Pour cela il fallait que le véhicule sélectionné puisse se déplacer rapidement et être équipé d'un moyen de levage suffisant pour évacuer les appareils endommagés.
  - Dimensions de la bête : longueur = 11,85 m (grue dépliée), largeur = 3,58 m (avec roues jumelées)
  - Poids : à vide = 40 tonnes, PTR = 80 tonnes,
  - Moteur Willème 6 cylindres essence développant 200 ch SAE, avec une boîte de vitesses à 6 rapports.

Le CG 8x4 atteint la vitesse maxi de 80 km/h. Il est équipé d'un treuil situé à l'avant du véhicule et d'une grue de 15 à 18 tonnes suivant le déploiement de la flèche. Le véhicule sera vite surnommé "ramasse-miettes". En utilisation sur un aérodrome, les deux essieux arrière sont à roues jumelées, mais pour les déplacements sur route classique, les roues extérieures des jumelages sont déposées et fixées sur des supports au milieu du véhicule
- En 1956, une version de 10 tonnes du LD 610N 4x4 a été proposée. Un lot de tracteurs routiers L 6 DAT 4x4 a été fabriqué sur cette base, avec le camion-benne RD 615 D 6x6 et le tracteur routier W 6 DAT 6x6 de 175 ch pour l'armée de l'air française, pour être utilisés en trains routiers d'un poids brut de 65 tonnes, fabriqués sur la base de la série RD[11]

- LF 101 T - Tracteur routier de semi-remorques avec cabine à capot type "NH", équipé d'un moteur Cummins NH 220 6 cylindres en ligne, 12 170 cm3 développant un couple de 780 N m, importé directement des États-Unis[12].

- LF 101 TH - tracteur routier de semi-remorques, lancé en 1967, a été pour certains, le summum du tracteur routier longue distance. En version 4x2, d'un PTC de 19 tonnes et un PTR de 35 tonnes, il réunissait à sa présentation de 1967 tous les raffinements d'un véhicule haut de gamme. De plus, la cabine PP Pelpel luxe présentait un niveau de finition inconnu chez les autres constructeurs français. Lors de fortes chaleurs, deux trappes de toit permettaient une meilleure ventilation de l'habitacle. Il nécessitait par contre une vidange tous les 4 000 km alors que chez Unic-Fiat les vidanges s'effectuaient tous les 20 000 km !.

### Les camions PRP-Willème
Après avoir connu de grosses difficultés financières, la société Willème dépose son bilan en 1970 et est rachetée et restructurée par la société PRP - Perez & Raimond Paris. La marque Willème est conservée et se concentre alors exclusivement sur les tracteurs extra lourds. Ces camions sont impressionnants et se sont avérés être d'excellents tracteurs pour convois exceptionnels. La série Willème "TG" a été conçue pour répondre à la demande de certains utilisateurs qui voulaient disposer d'un véhicule pour tracter des remorques avec des charges jusqu'à 1 000 tonnes dans le cas des TG 250 et TG 300.
Ces véhicules seront produits en plusieurs variantes. Le plus gros est le TG 300 8x8. Ces camions disposent d'une cabine avancée, constituée d'une structure en acier et de composants en polyester. La cabine comporte 3 portes et possède une couchette. Sur les modèles TG 250 et TG 300 elle est plus haute de 30 cm par rapport au TG 200, surélévation due à la hauteur plus importante du moteur.
- TG 100 - camion tracteur pour convois exceptionnels équipé d'un moteur GM - Detroit Diesel, diesel 2 temps, 8 cylindres en V, alésage = 108 mm x course = 127 mm soit une cylindrée de 9,3 litres développant une puissance de 318 ch SAE à 2 100 tr/min avec un taux de compression de 18,7/1.

- TG 200 tracteur 8x4 extra lourd, capable de tracter une remorque de 200 tonnes. Équipé d'une cabine double type "Horizon" basculante. Le moteur est un Détroit Diesel V71N diesel deux temps, 12 cylindres en V de 13,95 litres de cylindrée, 400 ch SAE à 2 000 tr/min ou un Cummins diesel 4 temps, 6 cylindres de 14 litres développant 335 ch SAE à 2 100 tr/min avec un couple de 1 250 N m à 1 600 tr/min, 4 soupapes par cylindre. La boîte de vitesses est une Fuller Roadranger RTO 12513 à 13 rapports. Les freins sont des tambours à commande pneumatique, double circuit indépendant. Le poids à vide est de 32 t pour un PTRA de 200 tonnes.

- TG 250 - tracteur 8x8 capable de tracter une remorque de 250 tonnes. Ce modèle extra lourd, réservé aux transports exceptionnels en France, n'a jamais été exporté, contrairement au TG 300 qui était réservé à l'exportation.

- TG 300 - tracteur extra lourd 8x8, réservé à l'exportation, était capable de tracter une remorque de 1 000 tonnes. Doté d'un moteur Detroit Diesel V16[14]. Après la faillite de Willème, ce véhicule a été fabriqué par le repreneur de la société Willème, PRP - Perez & Raymond Paris sous la marque PRP-Willème qui a été aussi utilisé par l'armée comme véhicule de récupération d'engins en panne. En 1970, une seule petite série a été produite notamment une version en 1976 Willème-Creusot-Loire. Après la disparition de PRP, c'est le groupement IRTEX qui a fabriqué le véhicule en Espagne sous les marques Drive et TMU mais avec la cabine DAF 2800 puis, le constructeur belge MOL a acquis les licences Willème et a repris sa fabrication en très petite quantité sous sa marque en conservant la cabine DAF jusqu'au début des années 1980.